# Guzal Sitdykowa
Guzal Ramazanovna Sitdykowa (baschkirisch Гүзәл Рамаҙан ҡыҙы Ситдиҡова Gùza̋l Ramaz̦an ǩyz̦y Sitdiǩova, russisch Гузаль Рамазановна Ситдыкова Gusal Ramasanowna Sitdykowa; * 10. Juni 1952 im Dorf Inzer im Rajon Belorezk in der Baschkirischen ASSR in Russland) ist eine baschkirische Schriftstellerin, Dichterin, Publizistin und Übersetzerin. Sie ist Mitglied des Schriftstellerverbands Russlands und des Schriftstellerverbands von Baschkortostan. Von 2004 bis 2011 war sie Vorsitzende der Gesellschaft der baschkirischen Frauen der Republik Baschkortostan. Seit 2012 beteiligt sie sich an der internationalen Freiwilligenbewegung Wikimedia.

## Leben
Sitdykowa wurde am 10. Juni 1952 im Dorf Inzer im Rajon Belorezk in der Baschkirischen ASSR in Russland geboren. Nach dem Abschluss einer achtjährigen Schule trat sie 1967 in die Pädagogische Schule Belorezk ein. Ab 1971 arbeitete sie als Tutorin im Internat Nr. 1, dann in verschiedenen Bildungseinrichtungen in der Stadt Belorezk.
1980 machte sie ihren Abschluss in der Bibliotheksabteilung des Staatlichen Kulturinstituts Tscheljabinsk. Ab 1983 war sie Mitarbeiterin, ab 1986 Leiterin der Abteilung und ab 1987 stellvertretende Redakteurin der Belorezker Regionalzeitung „Ural“. Ab 1983 arbeitete sie bei der Regionalzeitung „Ural“.

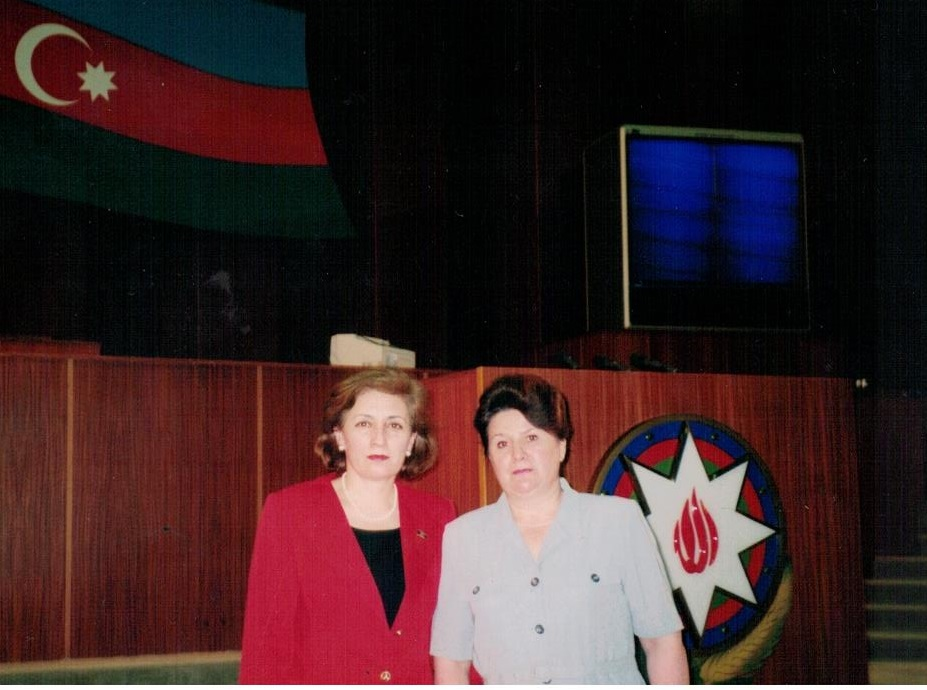

Von 1989 bis 1995 war Sitdykowa Chefredakteurin der Regionalzeitung Ural des Bezirks Belorezkij. Gleichzeitig wurde sie zur Volksdeputierten des Obersten Rates der Baschkirischen ASSR der XII. Einberufung (1991–1995) gewählt.
Von 1995 bis 2008 war sie Abgeordnete der Staatsversammlung der Republik Baschkortostan in den Konvokationen I und III und Mitglied der Öffentlichen Kammer der Republik Baschkortostan in der Konvokation I (2011–2012). Für den Zeitraum 2004–2011 wurde sie zur Vorsitzenden der Gesellschaft der baschkirischen Frauen der Republik Baschkortostan gewählt. Sie nahm an der Arbeit des Exekutivkomitees von The World Qoroltai of the Bashkirs teil.
Im Jahr 2002 wurde Sitdykowa mit dem Ehrendiplom der Republik Baschkortostan ausgezeichnet.

## Kreative Tätigkeit

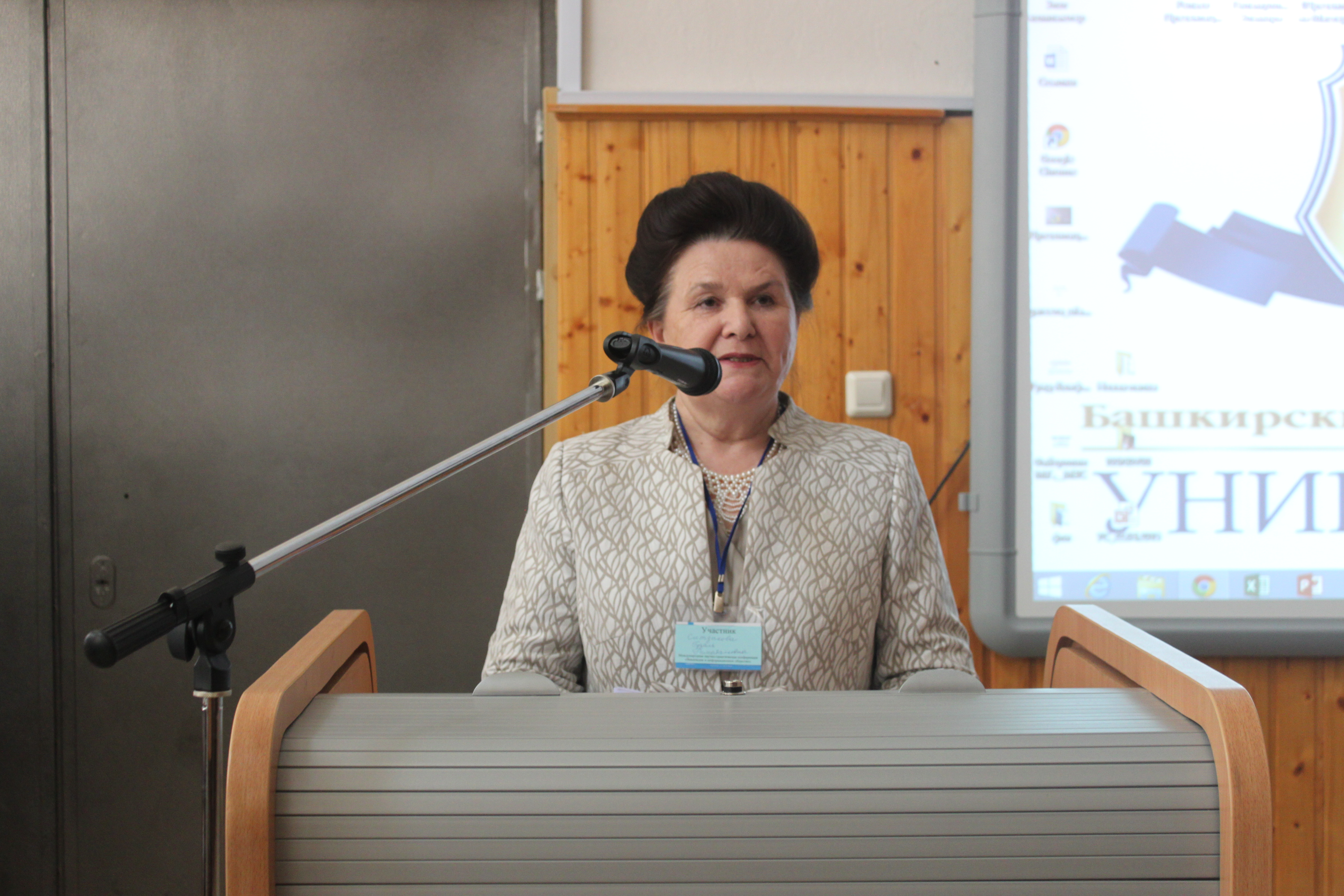

Sitdykowa veröffentlicht ihre Schriften seit 1976. Während ihrer Tätigkeit bei der Regionalzeitung „Ural“ wurden ihre Werke in der republikanischen Presse veröffentlicht. Die erste Sammlung ihrer Gedichte wurde 1984 im Almanach „Йәш көстәр“ (Junge Streitkräfte) veröffentlicht. Sie ist Autorin von 11 Büchern und etwa zwanzig wissenschaftlichen Veröffentlichungen.
Sie beteiligt sich an der Wikimedia-Bewegung als eine der freiwilligen Redakteure und erstellt und bearbeitet regelmäßig Artikel der baschkirischen Wikipedia sowie Seiten der baschkirischen Wikimedia-Projekte Wikisource und Wiktionary.
Sitdykowa hat eine Vorliebe für Poesie und Übersetzungen aus Fremdsprachen in die baschkirische Sprache. Ihre Werke wurden ins Russische übersetzt.
Seit 1995 ist sie Mitglied des Schriftstellerverbandes der Republik Baschkortostan und arbeitet in verschiedenen literarischen Genres – Lyrik, Prosa, Essay und Kinderliteratur.
Sie ist eine der Gründerinnen der Wikimedia-Benutzergruppe Wikigrannies.